# 浮世絵類考
『浮世絵類考』（うきよえるいこう）は、江戸時代の浮世絵師の伝記や来歴を記した著作で、浮世絵師の便覧とも言える。浮世絵研究の基本的な史料である。寛政年間に大田南畝が著した原本に、複数の考証家が加筆して成立した。

## 成立事情
以下の解説と典拠は仲田勝之助校訂『浮世絵類考』（岩波文庫、1941年）による。
- 寛政2年（1790年）頃、大田南畝が浮世絵師に関する考証を行う[2]。

- 寛政12年（1800年）、笹屋新七（邦教）が系譜を加え、享和2年（1802年）、山東京伝が追考した。

- 文政2 - 4年（1819年 - 1821年）、式亭三馬が補記し、加藤曳尾庵が加筆した。「曳尾庵本」という。37名の浮世絵師が掲載される[3]。ただし、「曳尾庵本」の成立を疑問とする偽書説も提出されている[4]。

- 天保4年（1833年）、渓斎英泉が補記し『無名翁随筆』として86名の浮世絵師を掲載[5]。

- 天保15年（1844年）、斎藤月岑が『無名翁随筆』を補記し『増補浮世絵類考』とした[6][7]。

- 慶応4年（1868年）、竜田舎秋錦（竜田秋錦とも）が『新増補浮世絵類考』（127名収録）を編集した[8]。

- 同年、関根只誠が斎藤月岑の蔵書を写し、補記を書き加えている。「只誠増補本」という。内容は、斎藤月岑の『増補浮世絵類考』、竜田舎秋錦の『新増補浮世絵類考』のどちらとも異なっている。

- 明治13年（1880年）、 三代目柳亭種彦が山東京伝自編の類考に補記を書き加えた。「増訂浮世絵類考」という。エドモン・ド・ゴンクールが浮世絵師研究の上で依拠したもの。ただし、三代目種彦、京伝による原本は見つかっておらず、現存の写本には明治14年以降の出来事も書き加えられているので疑義も提出されている[9]。

## 岩波文庫版の構成
岩波文庫版の構成は次のとおりである。
1. 大和絵師浮世絵之考
2. 吾妻錦絵之考
3. 岩佐又兵衛以下の各絵師、232名
4. 附録　古今大和絵浮世絵の始系

諸本があるため、以下のマークで示している。
- 【追】山東京伝の追校
- 【三】式亭三馬加筆
- 【曳】『曳尾庵本』
- 【無】『無名翁随筆』
- 【増】『増補浮世絵類考』
- 【新】『新増補浮世絵類考』
- 【故】『故法室本』

### 記述の例
一例として写楽の項を引用する。
大田南畝が書いた原文に近いのが「これは歌舞妓役者の（…）一両年に而止ム」の部分である。
中野三敏は『太田南畝全集』「浮世絵考証」の解説で、南畝原撰と思われる部分に、寛政6年から7年が活動期とされる写楽の記事を載せていることから、この部分の成立を寛政7年以降としている。なお、岩波文庫を見るかぎり、南畝原撰部の成立を寛政2年頃とする根拠は明示されておらず、「近来の研究では」と書くのみである。

## 関連書籍

### 書籍
- 由良哲次 編『総校日本浮世絵類考』画文堂、1979年。
- 大曲駒村 校『浮世絵類考』曲肱書店、1941年。
- 本間光則 編『浮世絵類考』（新増補）、1889年。
- 平野千恵子『鳥居清長の生涯と芸術』味灯書屋、1944年。

### 雑誌
- 板坂元、棚町知弥 (1963-02). “海外資料紹介 月岑稿本増補浮世絵類考”. 近世文芸資料と考証 (七人社) 2:  121 - 144.
- 板坂元、棚町知弥 (1964-02). “海外資料紹介 月岑稿本増補浮世絵類考2 （承前）”. 近世文芸資料と考証 (七人社) 3:  113 - 144.